# プレリュード・ノン・ムジュレ
プレリュード・ノン・ムジュレ (仏語：prélude non mesuré 英語：unmeasured prelude / non-measured prelude) は、規則正しい拍子やリズムを持たず、非定量的な記譜法で書かれたプレリュードを指す用語である。特に17世紀後半のフランスのクラヴサン音楽に典型的な様式である。
プレリュード・ノン・ムジュレは様々な方法で記譜されるが、一般に記譜されている音符の音価は実際に演奏される音の長さを表さず、小節線も書かれない。
しかしながらプレリュード・ノン・ムジュレの多くは注意深く構成された作品であり、未完成なスケッチというわけではない。

## 起源と背景
プレリュードのための非定量的な記譜法は、演奏前に調弦を試す意図を持っていたリュートのためのプレリュードのなかで生まれた。この種のリュート曲の作例は1630年頃に遡る。
リュートのためのプレリュード・ノン・ムジュレは、17世紀の間に、即興的な性格を維持したまま、より複雑に、より長大に発展したが、17世紀の終わりとともに廃れた。重要な作曲家として、ピエール・ゴーティエ、ルネ・メッサンジョー、ジェルマン・ピネル、ドニ・ゴーティエらの名が挙げられる。
またヴィオラ・ダ・ガンバのために書かれた非定量的作品もあり、サント＝コロンブやド・マシ（英語: Le Sieur de Machy）の作品に見られる。
クラヴサンのためのプレリュード・ノン・ムジュレは、これらの音楽からの影響に加え、ジローラモ・フレスコバルディのトッカータのように、定量的な記譜法で書かれながらも、自由なリズムで演奏されるべき鍵盤楽曲の存在を母体として生まれたと考えられている。
クラヴサンのためのプレリュード・ノン・ムジュレには50曲以上の例が見られる。

## クラヴサンのためのプレリュード・ノン・ムジュレ

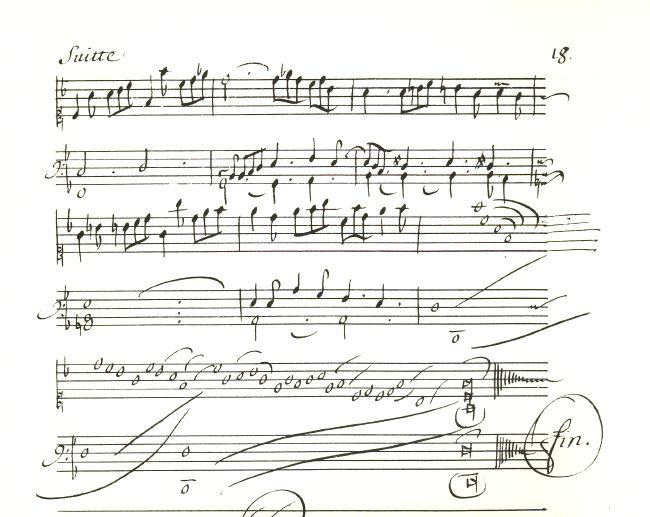
ルイ・クープランのプレリュードヘ長調の終結部 (Bauyn 12)

クラヴサンのためのプレリュード・ノン・ムジュレは、1650年頃に登場した。クラヴサンにこのジャンルを取り入れた最初の作曲家は、通常ルイ・クープランであると見なされている。
ルイ・クープランのプレリュードは手稿譜でのみで伝えられており、それらは一連のスラーのついた全音符のみによって記譜されている。スラーは持続されるべき音や、音符のまとまりを示し、また和声の交代を示している。彼のプレリュードの幾つかは中間部分にフーガが挿入されるが、その部分は通常の定量的な記譜法で書かれている。
ニコラ・ルベーグは自らの《クラヴサン曲集 Les pièces de clavessin 》 （1677年） の序文でプレリュードを明瞭に記譜することの難しさを述べ、記譜法の改良を試みている。ルベーグはプレリュードの記譜に付点音符を含む全音符から16分音符までの通常の音価の音符を用いた。小節線は無いが、しばしば斜めに引かれた縦線が用いられており、これは和声の交代を示している。
ジャン＝アンリ・ダングルベールは、自筆譜ではルイ・クープランと同様に全音符のみでプレリュードを記譜しているが、出版譜では、ルベーグほど厳密ではないものの、幾つかの音符を使い分けており、和声的な箇所に全音符を用い、旋律的な箇所に短い音価の音符を用いることで視認性を良くしている。
このような記譜法は一般的に見られ、エリザベト・ジャケ＝ド＝ラ＝ゲールやルイ＝ニコラ・クレランボー、ルイ・マルシャン、ジャン＝フィリップ・ラモーらが同様の方式でプレリュード・ノン・ムジュレを書いている。
18世紀に入ると、こうした謎めいた記譜法によるプレリュード・ノン・ムジュレは衰退していった。
最後期の例としては1777年のクロード＝ベニーニュ・バルバトルによる作品がある。
フランソワ・クープランの《クラヴサン奏法論 L'Art de toucher le Clavecin 》 （1717年） に含まれる8つのプレリュードは、教育的な意図から定量化して記譜されているが、即興的な趣を保つために、「ムジュレ（拍節をはっきり）」と指定していないところではリズムに柔軟性をもたせるよう指示されている。